# Jedediah Strutt
Jedediah Strutt (o Jedidiah Strutt, come egli lo scriveva) (South Normanton, 1726 – Derby, 7 maggio 1795) è stato un imprenditore e inventore inglese, attivo nel campo del commercio del cotone. Strutt e suo cognato William Woollat svilupparono una modifica al telaio per calze di seta che permise la produzione di calze a costine. La loro macchina divenne nota come “Derby Rib” e le calze che produssero divennero rapidamente popolari.

## Primi anni
Strutt nacque nel 1726 a South Normanton vicino ad Alfreton, nel Derbyshire, in una famiglia di agricoltori.
Nel 1740 divenne un apprendista carrettiere a Findern. Nel 1754 ereditò una quantità limitata di animali da uno zio e sposò Elisabeth Woolatt nel 1755. Si trasferì a Blackwell dove aveva ereditato una fattoria da uno dei suoi zii e si diede agli affari come trasportatore di carbone da Denby a Belper e Derby.

## Derby Rib
Il cognato di Strutt, William Woolat, aveva tra i dipendenti un certo signor Roper di Locko che aveva prodotto l'idea di effettuare un'aggiunta al normale telaio per le calze, rendendolo migliore. Aveva costruiti uno o due esemplari, che aveva già mostrato ai suoi amici, anche se gli mancava l'interesse (ed il capitale) per sviluppare la sua idea. Woolatt informò Strutt, che comprò l'invenzione da Roper per un cavallo e cinque sterline: Strutt e Woolatt lavorarono sull'idea fino a cavarne un macchinario valido ed ottennero un brevetto nel 1759.
La loro macchina divenne nota come la “Derby Rip” e le calze che produceva ben presto furono rapidamente popolari. Il Cotone era più economico della seta e più confortevole di lana, e la domanda era di gran lunga superiore all'offerta.

## I mulini per il cotone
Strutt ed un altro filatore, Samuel Need, ebbero occasione di conoscere Richard Arkwright, che era arrivato a Nottingham intorno al 1768, per realizzare il suo filatoio dove impiegava la potenza dei cavalli per far girare le ruote; alla prova dei fatti questa soluzione si rivelò non soddisfacente. A Derby John Lombe aveva costruito un soddisfacente mulino per la filatura della seta sfruttando l'energia idrica del fiumet. Strutt e Need coinvolsero Arkwright nella costruzione di un cotonificio a Cromford, utilizzando ciò che da allora venne chiamato telaio ad acqua di Arkwright. Questo fu il primo del suo genere al mondo, segnando l'inizio della rivoluzione industriale.
Sia Strutt che Arkwright vennero raffigurati, due ricchi borghesi soddisfatti di sé per le proprie opere che li avevano innalzati socialmente, dal pittore Joseph Wright of Derby : i due dipinti sono oggi esposti nel Derby Museum and Art Gallery
Strutt acquistò un terreno nel 1777 per il suo primo mulino a Belper, che a quel tempo era un povero borgo di magliai. Nel 1781 comprò la vecchia fucina a Makeney presso Milford Bridge da Walter Mather. Belpaer aprì nel 1778 e Milford nel 1782. Per ognuna delle due fabbriche fece costruire lunghe file di case per i lavoratori stanziali ed entrambi sono oggi parte del Patrimonio dell'umanità “Mulini della valle del Derwent”.
Con il tempo ci sarebbe otto mulini Strutt a Belper che portarono il paese ad una popolazione di 10.000 alla metà del XIX secolo, rendendola la seconda più grande città della contea.
Jedediah morì nel 1797 e venne nella Unitarian Chapel a Field Row, Belper.

## Famiglia
Strutt era il secondo figlio di William Strutt di Chesterfield e Martha Statham di Shottle, Derbyshire, in Inghilterra. Nel 1755, sposò Elisabetta Woollatt  con cui ebbe cinque figli prima della morte di Elisabeth Londra nel 1774. Nel 1781 si sposò una seconda volta con Ann Cantrell, la vedova di George Daniels di Belper, ma non ci fu prole da questo matrimonio.
I figli di Jedediah e di Elisabetta furono:
- William (1756-1830), che sposò Barbara Evans, figlia di Thomas Evans (dalla sua seconda moglie), e che inventò la stufa Belper. Il loro figlio fu il politico liberale Edward Strutt, I lord Belper.
- Elisabetta (1758-1836), che sposò William Evans, figlio di Thomas Evans (dalla sua prima moglie).
- Martha (1760-1783), che sposò Samuel Fox.
- George Benson (1761-1841), che sposò Caterina Radford, figlia di Antonio Radford di Holbrook.
- Joseph (1765-1844), che sposò Isabella Douglas, figlia di Archibold Douglas.